# Autonomer Südtiroler Gewerkschaftsbund

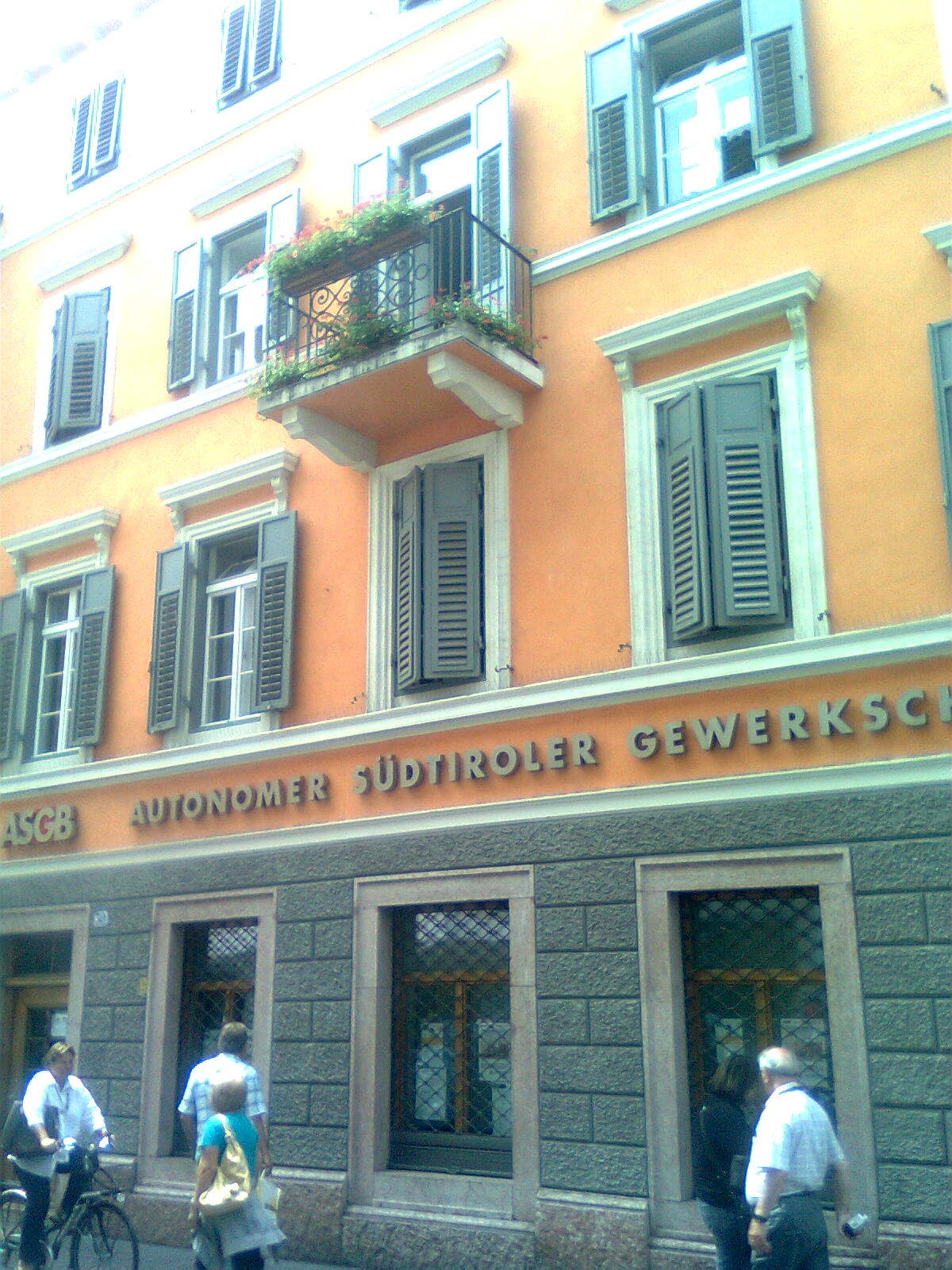
sede dell'ASGB a Bolzano

L'Autonomer Südtiroler Gewerkschaftsbund (ASGB), ovvero Unione sindacati autonomi altoatesini, è un sindacato che organizza lavoratori di madrelingua tedesca e ladina nella provincia autonoma di Bolzano.
Inizialmente in Alto Adige si era costituita un'organizzazione locale della CGIL, la Camera del lavoro. Il direttivo di tale sindacato era composto da membri dei vari partiti politici della provincia. La composizione non teneva però conto delle realtà etniche dell'Alto Adige: neanche uno dei dirigenti del sindacato era altoatesino oppure originario dell'Alto Adige.

## Storia

### Gli anni '50
La mancata rappresentanza dei lavoratori di lingua tedesca e i forti antagonismi tra i diversi gruppi ideologici all'interno della Camera del lavoro portarono alla fondazione di un sindacato democristiano, il Südtiroler Gewerkschaftsbund (Unione sindacale altoatesina) che nel 1950 si associò alla CISL. Il SGB inizialmente era composto sia da lavoratori tedeschi sia da lavoratori italiani, ma nel 1957 la tensione tra i gruppi etnici in Alto Adige comportò la scissione dell'elemento tedesco dal SGB e la fondazione di un sindacato etnico. Le tensioni etniche degli anni cinquanta avevano suscitato all'interno del proletariato tedesco una forte coscienza patriottica. Anche il partito etnico dell'Alto Adige, la Südtiroler Volkspartei (SVP) si mostrava impegnato a migliorare la situazione sociale dei lavoratori di lingua tedesca.

### Gli anni '60
L'11 settembre 1964 fu fondato a Merano il sindacato etnico, era nato l'ASGB come rappresentanza del proletariato tedesco e ladino. I sindacati nazionali criticavano tale atto come contrario all'unità dei lavoratori. Un sindacato come l'ASGB che pretendeva, in principio, di rappresentare discriminatoriamente solo alcuni lavoratori dividendoli in base alla lingua o gruppo etnico  non poteva essere considerato un sindacato. Il mancato riconoscimento era una grave ipoteca per il lavoro sindacale: non si poteva istituire un patronato, era quasi impossibile partecipare alla definizione dei contratti collettivi, perché non si ottenne nessuna collaborazione da parte dei sindacati nazionali. Per questo motivo furono intrapresi contatti con la UIL, contatti che erano stati iniziati dal sindacato austriaco ÖGB, che nel 1967 portarono ad un accordo che prevedeva il reciproco aiuto in tutte le questioni sindacali, facendo rientrare l'ASGB nel normale ruolo di un sindacato. Infatti, l'ASGB con tale patto era in grado di svolgere ogni attività sindacale perché operava come sezione di lingua tedesca della UIL. Con tale accordo anche il rapporto con la CGIL si normalizzò, perché adesso l'unità dei lavoratori era nuovamente raggiunta.

### Gli anni '70 e la parificazione con i sindacati italiani
Negli anni settanta l'ASGB riscontrava un forte aumento degli iscritti, anche grazie allo statuto dei lavoratori (l. 300/1970) che riconosceva ai sindacati un notevole ruolo all'interno delle imprese: l'ASGB aveva la sua base tra i lavoratori delle piccole e medie imprese dell'Alto Adige. La UIL però non sopportava l'ascesa di un sindacato etnico: nel maggio del 1976 l'accordo con l'ASGB fu disdetto.
Con questa manovra della UIL la parificazione dell'ASGB con i sindacati nazionali era diventata assolutamente necessaria. L'ASGB con il venir meno dell'accordo con la UIL aveva perso tutti i suoi diritti e le possibilità di esplicare un'attività sindacale. Inoltre si vedeva isolata da parte degli altri sindacati. La proposta dei sindacati nazionali, di fondare un'unica organizzazione sindacale provinciale per l'Alto Adige, fu rifiutata dall'ASGB: il sindacato etnico non voleva perdere quella che riteneva la propria indipendenza. LASGB non intendeva nemmeno aderire al progetto di una lotta tra le classi proposta soprattutto dalla CGIL, ma riteneva opportuno per lo più una politica più cauta, orientata al modello della "Sozialpartnerschaft" di stampo austriaco.
L'unica possibilità per l'ASGB di continuare il proprio lavoro era la parificazione con i sindacati nazionali. Questa venne raggiunta nel 1978 grazie ad una norma di attuazione dello statuto speciale per la provincia di Bolzano.